# 埼玉県道33号東松山桶川線

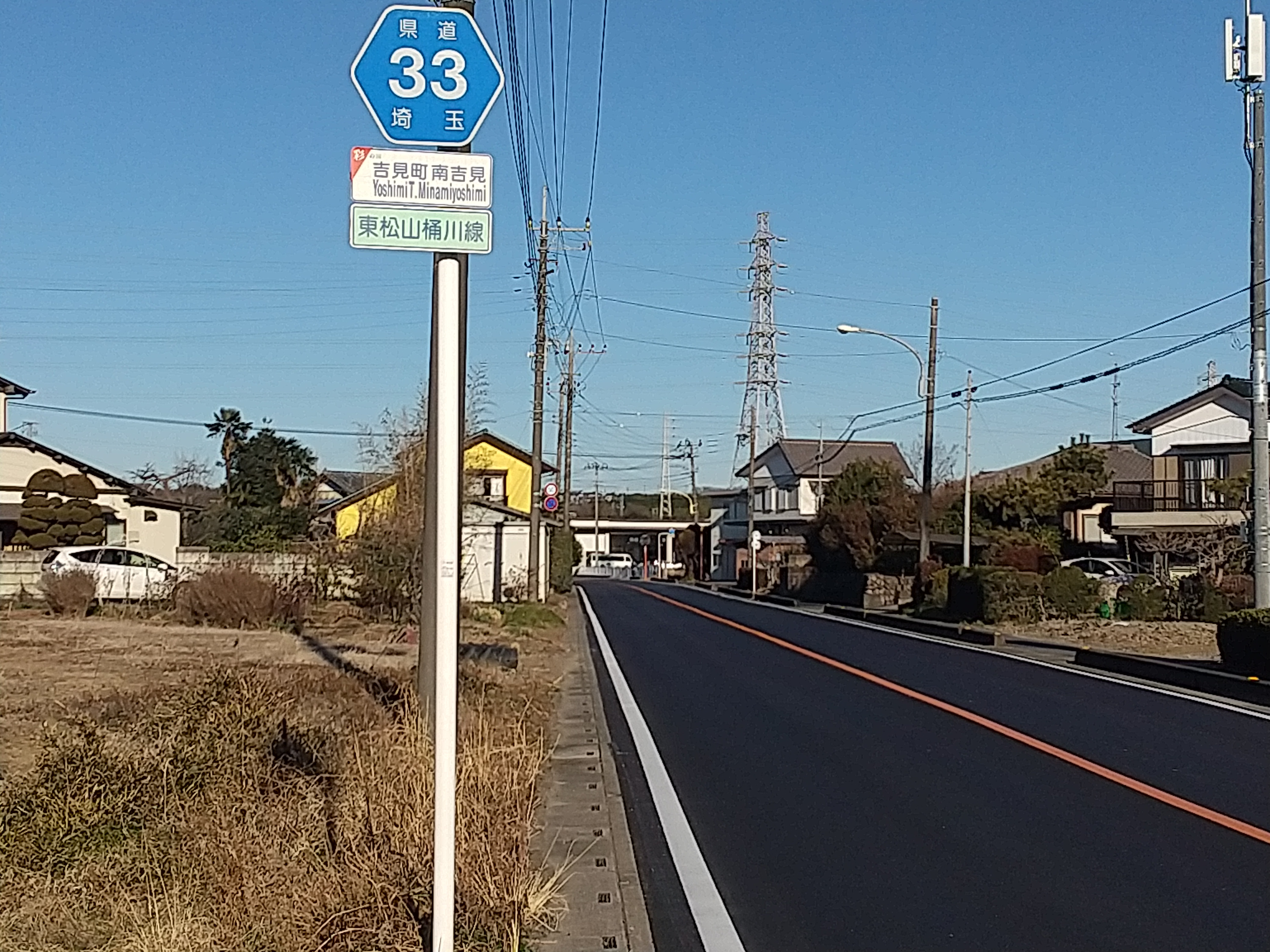
吉見町南吉見付近

埼玉県道33号東松山桶川線（さいたまけんどう33ごう ひがしまつやまおけがわせん）は、埼玉県東松山市下野本の下野本交差点から、桶川市坂田の坂田交差点に至る県道（主要地方道）である。

## 路線データ
- 陸上距離：12.036 km
- 起点：埼玉県東松山市下野本 国道254号、国道407号交差点（埼玉県道27号東松山鴻巣線重複、下野本交差点）
- 終点：埼玉県桶川市坂田 埼玉県道12号川越栗橋線交差点（国道17号重複、坂田交差点）

## 路線状況
起点側の東松山市から吉見町の区間は埼玉県道27号東松山鴻巣線と、桶川市内ではほとんどの区間が国道17号と重複しており、実質的には吉見町久米田交差点から北本市を経由して桶川市加納交差点を結ぶ路線となっている。
上記の重複区間を除くと、埼玉県道312号下石戸上菖蒲線（『南大通線』）の延長となる形で北本市の荒井交差点 - 荒井1丁目交差点の短い区間が4車線となっているほかは全線にわたって片側1車線となっている。
北本市内では圏央道の建設に合わせ、圏央道の両外側に上下線を分離する形で、高崎線をアンダーパスする立体交差を建設し、2015年9月14日に完成している。

## 地理

### 通過する自治体
- 埼玉県
  - 東松山市
  - 比企郡吉見町
  - 北本市
  - 桶川市

### 交差する主な道路
| 交差する道路                      | 交差する道路                      | 交差点名       | 所在地       | 所在地 | 最高速度 (km/h) |
| --------------------------------- | --------------------------------- | -------------- | ------------ | ------ | --------------- |
| 国道407号 坂戸方面                |                                   |                |              |        |                 |
| 国道254号                         | 国道254号                         | 下野本         | 東松山市     | 下野本 | 法定速度        |
| 国道407号 (東松山バイパス)        | 国道407号 (東松山バイパス)        | 新宿小（南）   | 東松山市     | 下野本 | 法定速度        |
| 埼玉県道27号東松山鴻巣線          | 本線                              | 久米田         | 比企郡吉見町 | 西吉見 | 法定速度        |
| 埼玉県道345号小八林久保田下青鳥線 | 埼玉県道345号小八林久保田下青鳥線 | 江綱           | 比企郡吉見町 | 江綱   | 50              |
| （大里比企広域農道）              | （大里比企広域農道）              | 大串           | 比企郡吉見町 | 上西   | 50              |
| 埼玉県道76号鴻巣川島線            | 埼玉県道76号鴻巣川島線            | 衛生研究所入口 | 比企郡吉見町 | 荒子   | 50              |
| 埼玉県道57号さいたま鴻巣線        | 埼玉県道57号さいたま鴻巣線        | 荒井           | 北本市       | 荒井   | 50              |
| 埼玉県道312号下石戸上菖蒲線       | 本線                              |                | 北本市       | 荒井   | 40              |
| （南小通り）                      |                                   |                | 北本市       | 下石戸 | 40              |
| 埼玉県道164号鴻巣桶川さいたま線   | 埼玉県道164号鴻巣桶川さいたま線   | 二ツ家         | 北本市       | 二ツ家 | 50              |
| 国道17号                          | 国道17号                          | 加納           | 桶川市       | 加納   | 50              |
| 埼玉県道12号川越栗橋線            | 埼玉県道12号川越栗橋線            | 坂田           | 桶川市       | 坂田   | 法定速度        |
| 国道17号 さいたま 上尾方面        |                                   |                |              |        |                 |

### 重複区間
- 国道407号（下野本交差点 - 新宿小南交差点）
- 埼玉県道27号東松山鴻巣線（新宿小南交差点 - 久米田交差点）
- 国道17号（加納交差点 - 坂田交差点）

### 交差する主な鉄道と河川
- 市野川（市野川橋）
- 荒川（荒井橋）
- JR高崎線※立体交差（アンダーパス）

### 路線バス
- 桶川市内循環バス
  - 東西循環外回り
- けんちゃんバス
  - 北本駅→北本駅東口

### 沿線の主な施設
※単独区間のみ
| 施設                     | 所在地 | 所在地   |
| ------------------------ | ------ | -------- |
| 観音寺                   | 吉見町 | 大串     |
| 金蔵院                   | 吉見町 | 大串     |
| 東吉見郵便局             | 吉見町 | 荒子     |
| 埼玉中部環境センター     | 吉見町 | 大串     |
| 東部緑地公園             | 吉見町 | 大串     |
| 北本市立石戸小学校       | 北本市 | 荒井     |
| 八雲神社                 | 北本市 | 石戸     |
| 北本共済医院             | 北本市 | 下石戸下 |
| 陶板浴こころ             | 北本市 | 下石戸下 |
| スギ薬局 北本南店        | 北本市 | 下石戸下 |
| 三菱マテリアル桶川製作所 | 北本市 | 下石戸下 |
| 鴻巣警察署二ツ家交番     | 北本市 | 二ツ家   |
| 桶川機材センター         | 桶川市 | 加納     |

## ギャラリー

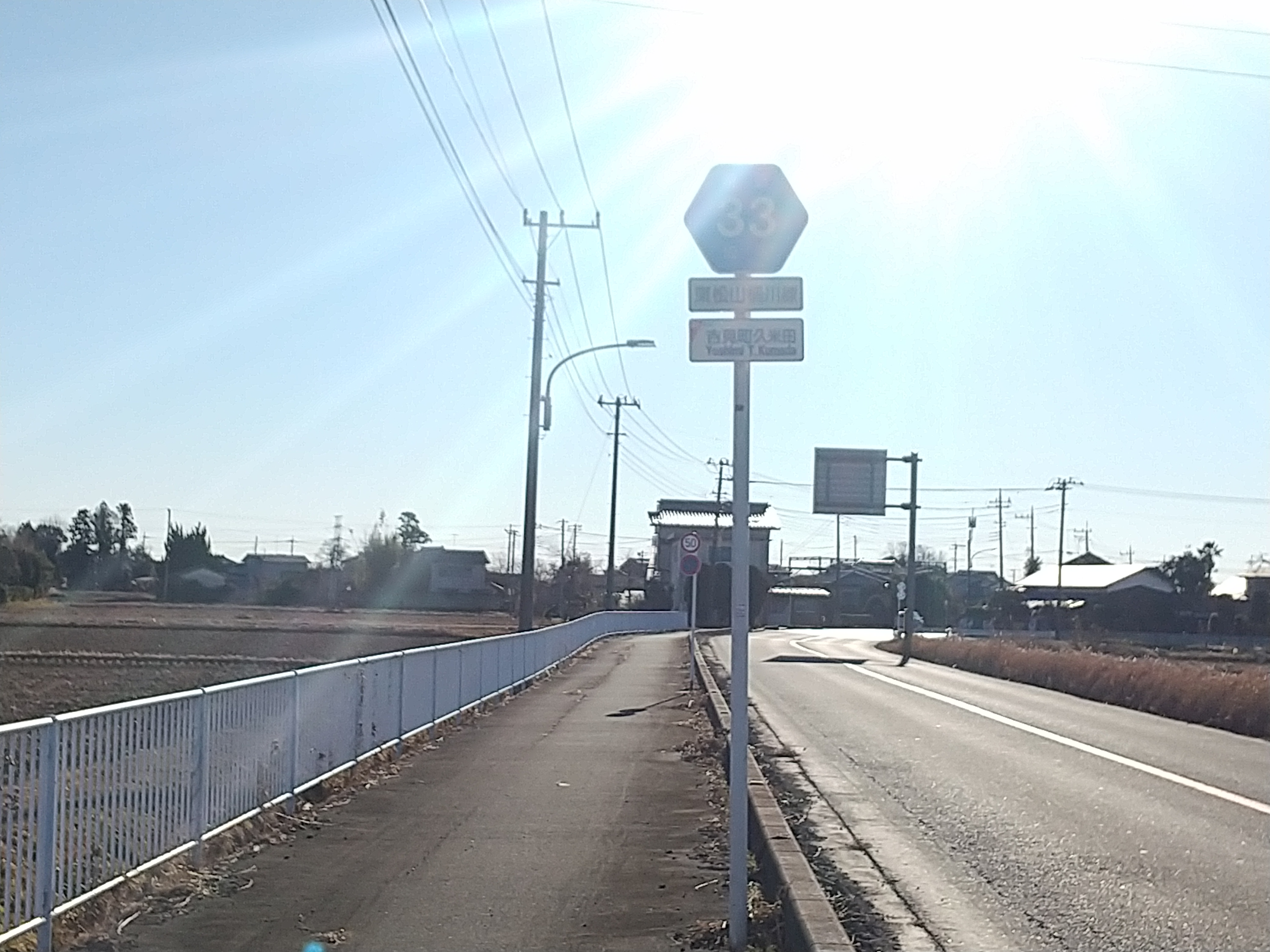
吉見町久米田付近
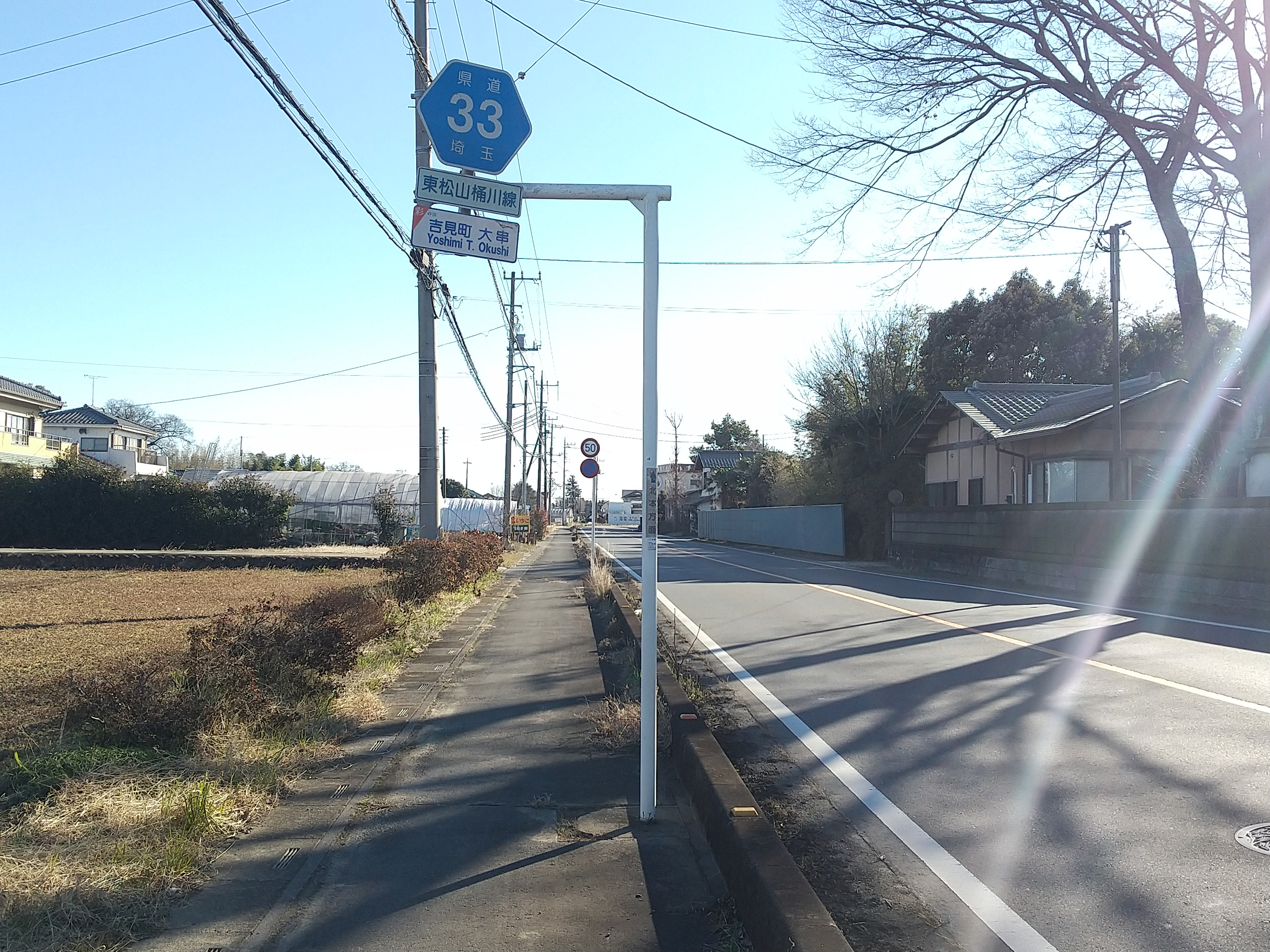
吉見町大串付近
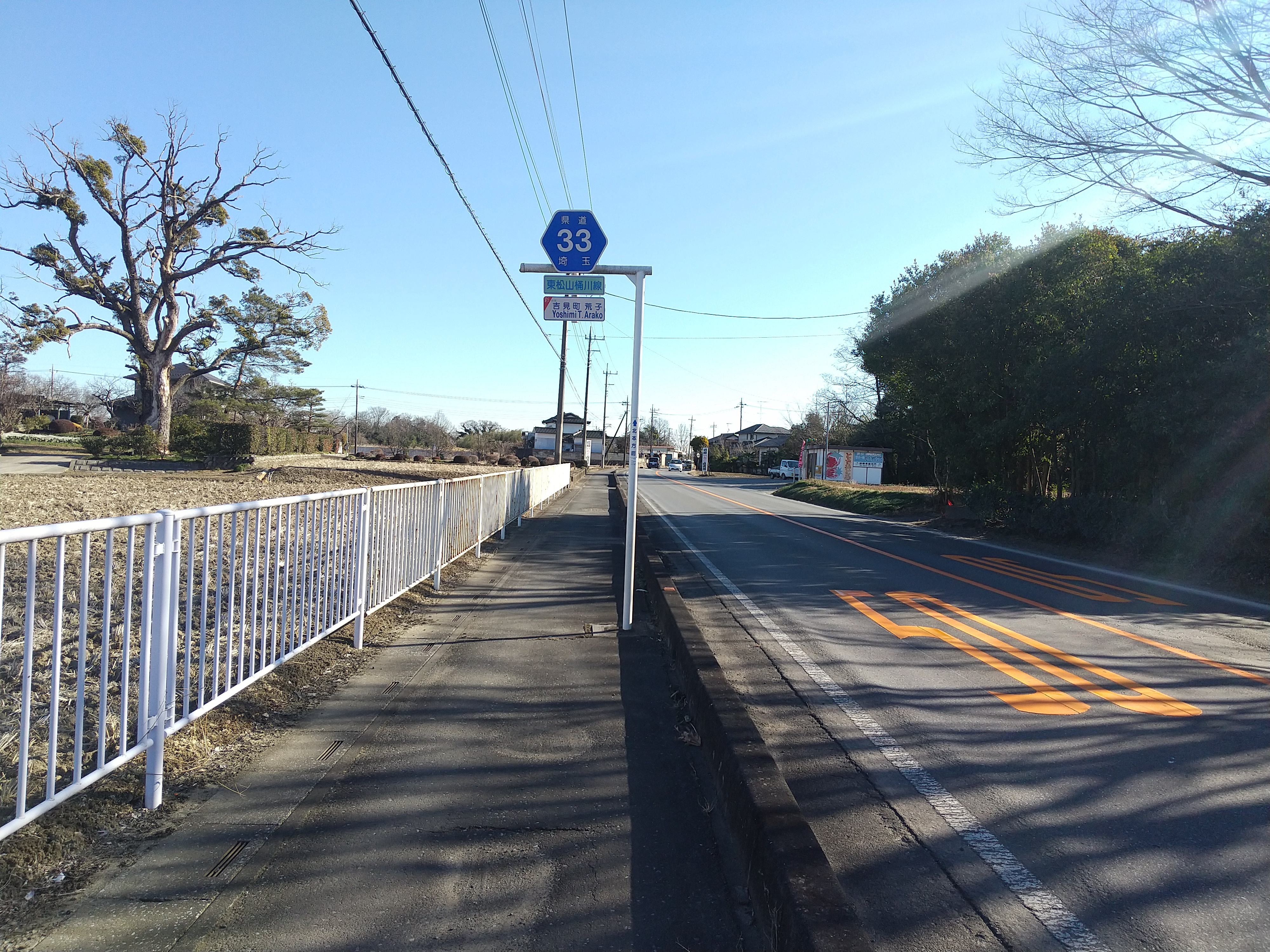
吉見町荒子付近
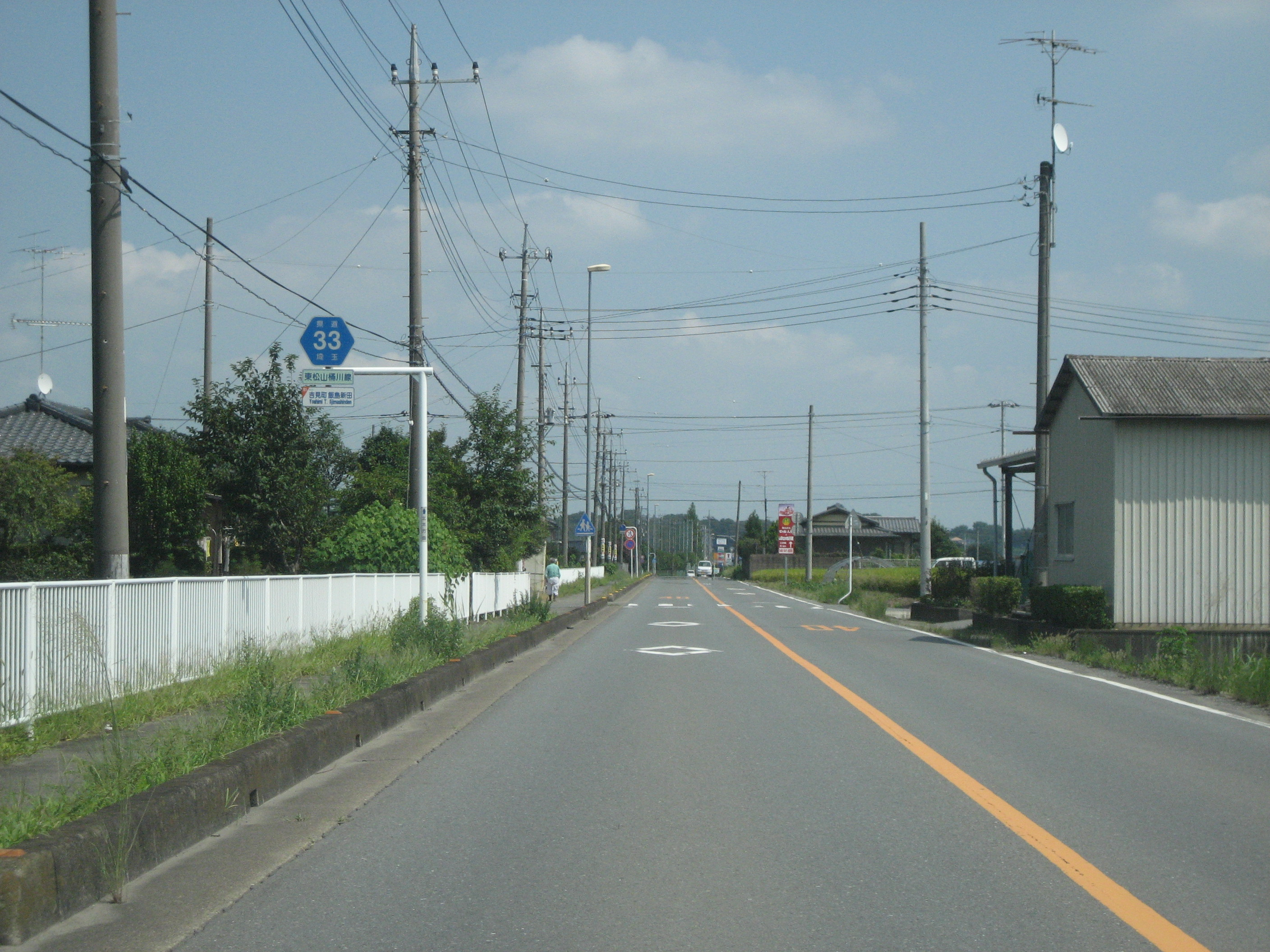
比企郡吉見町飯島新田付近
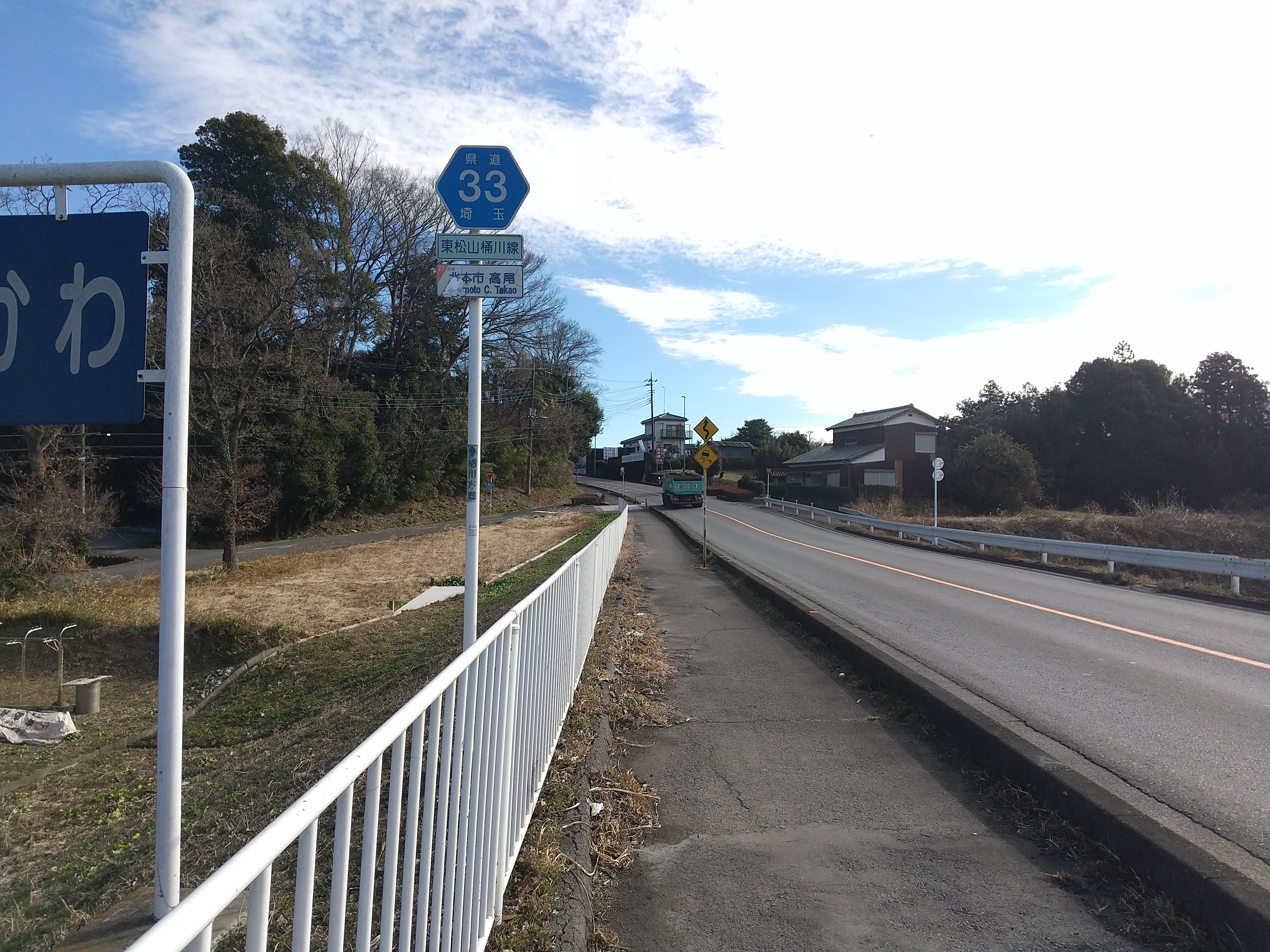
北本市高尾付近
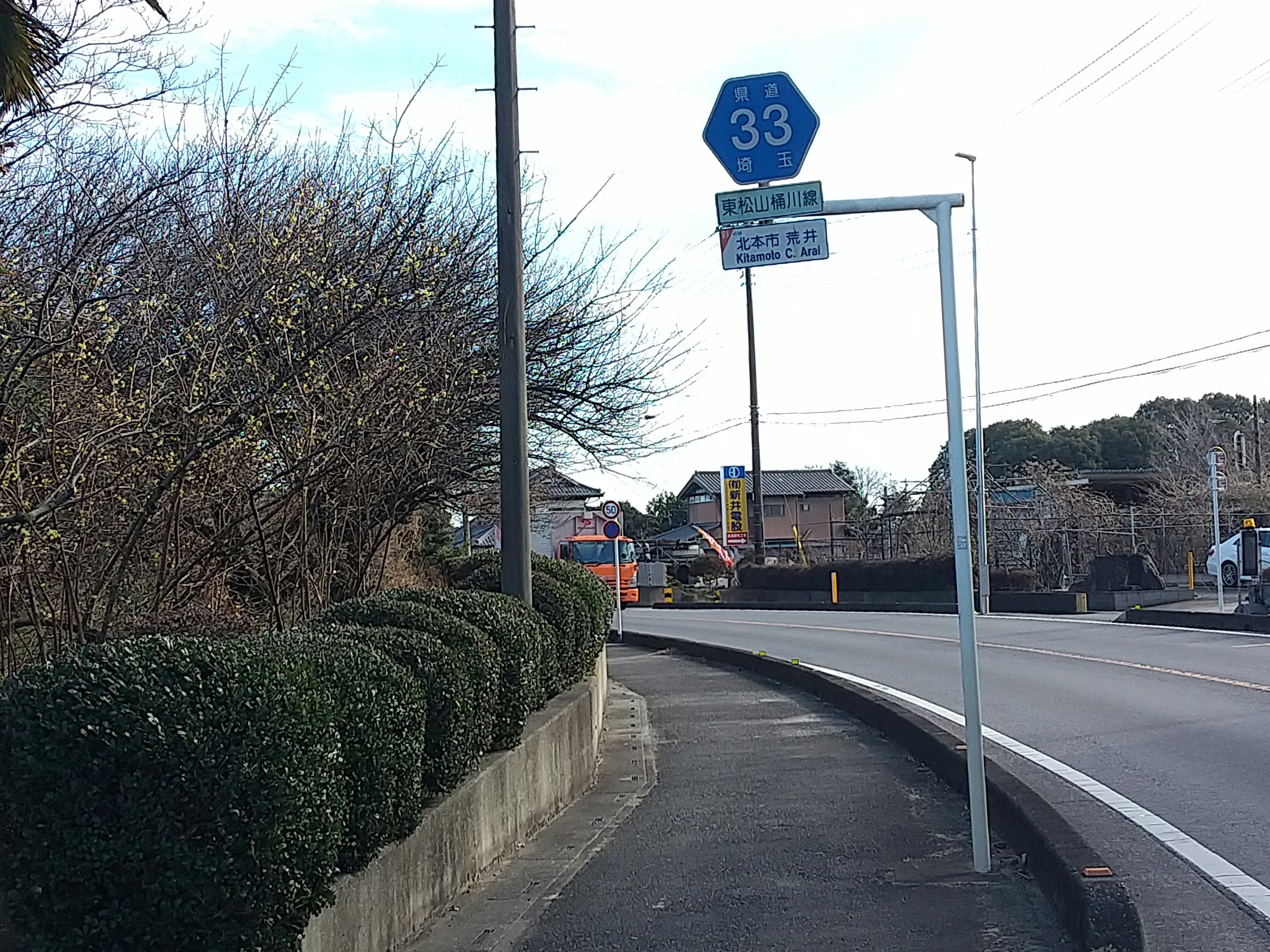
北本市荒井付近
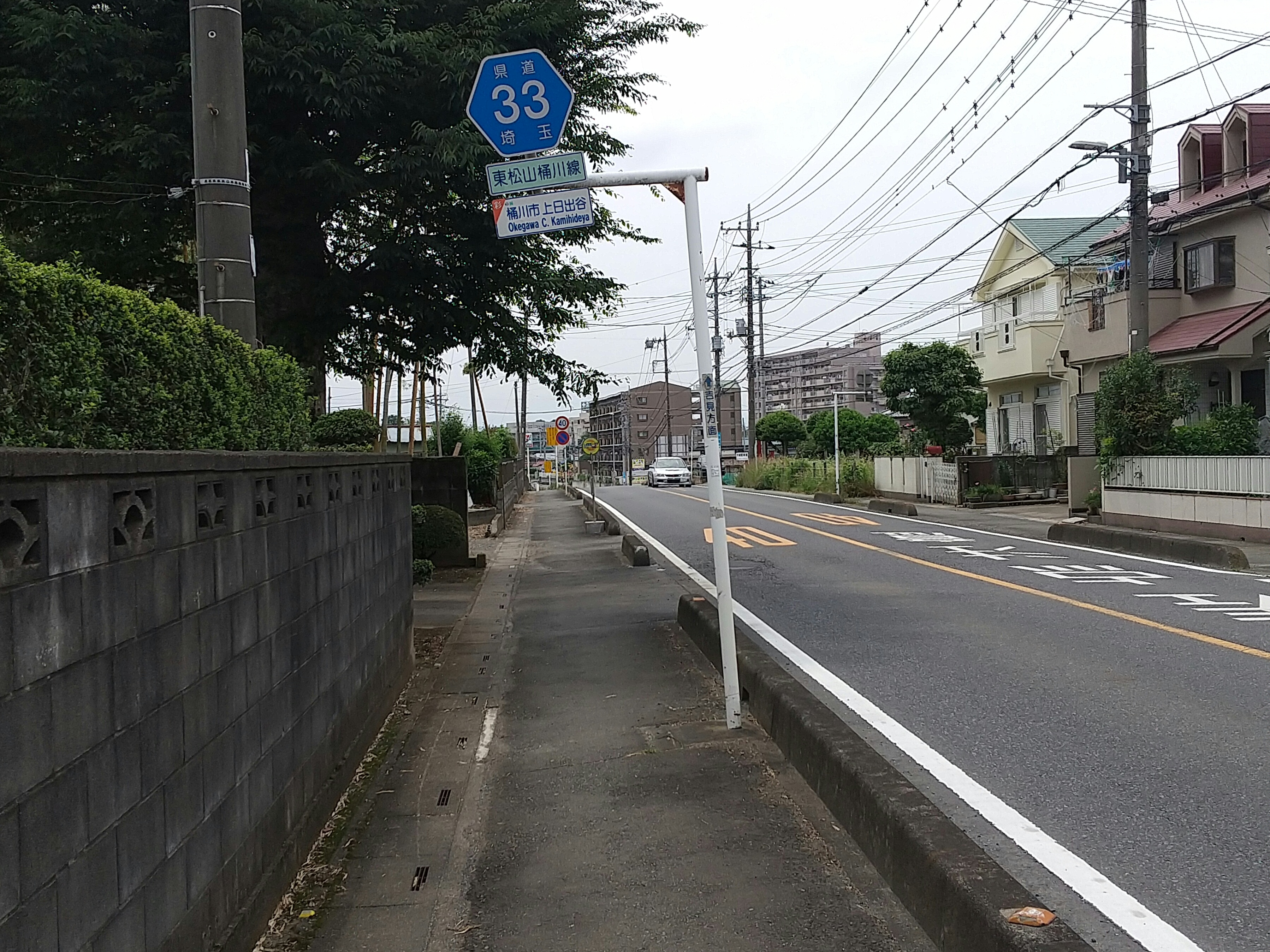
桶川市上日出谷付近
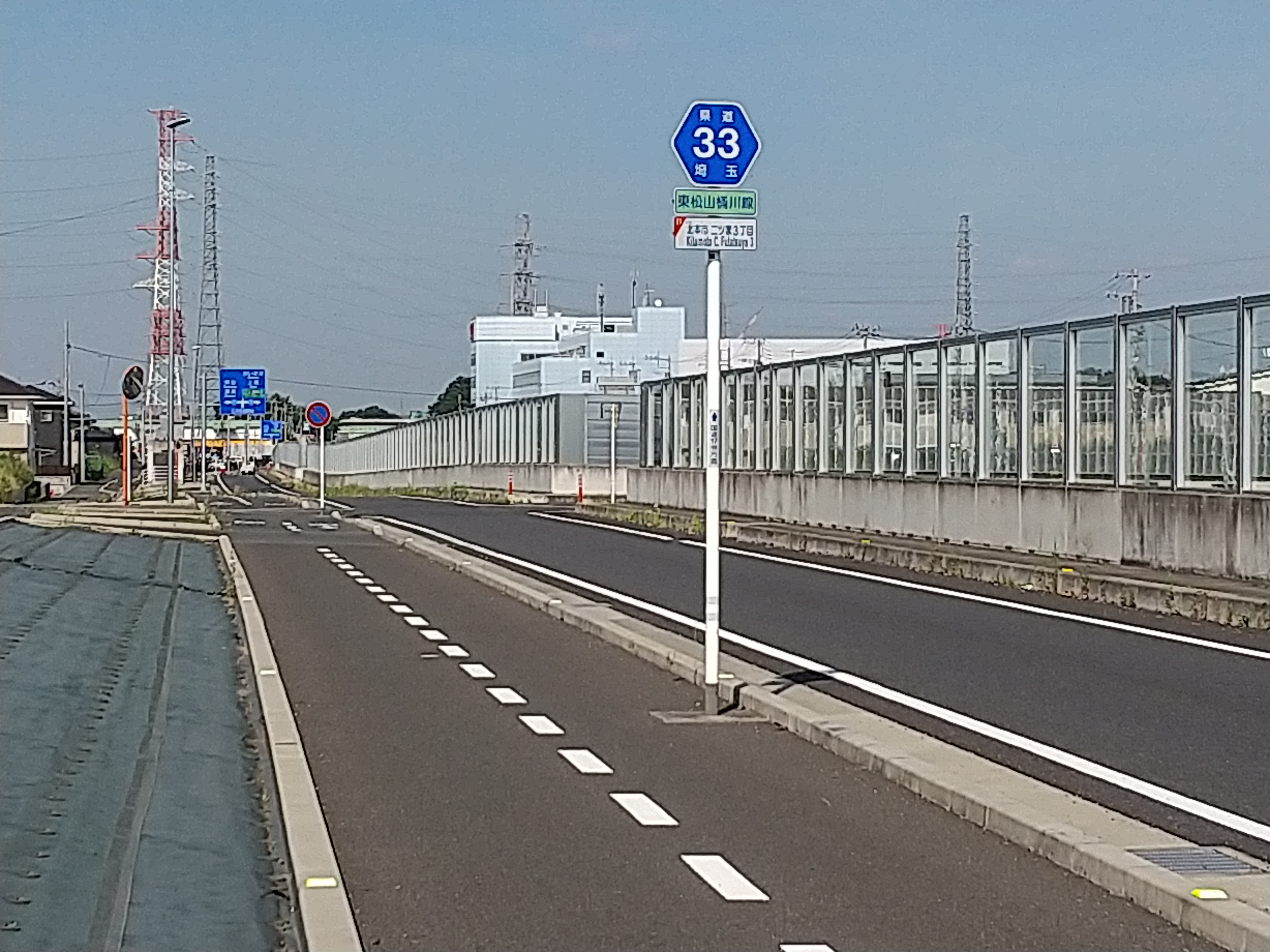
北本市二ツ家3丁目付近
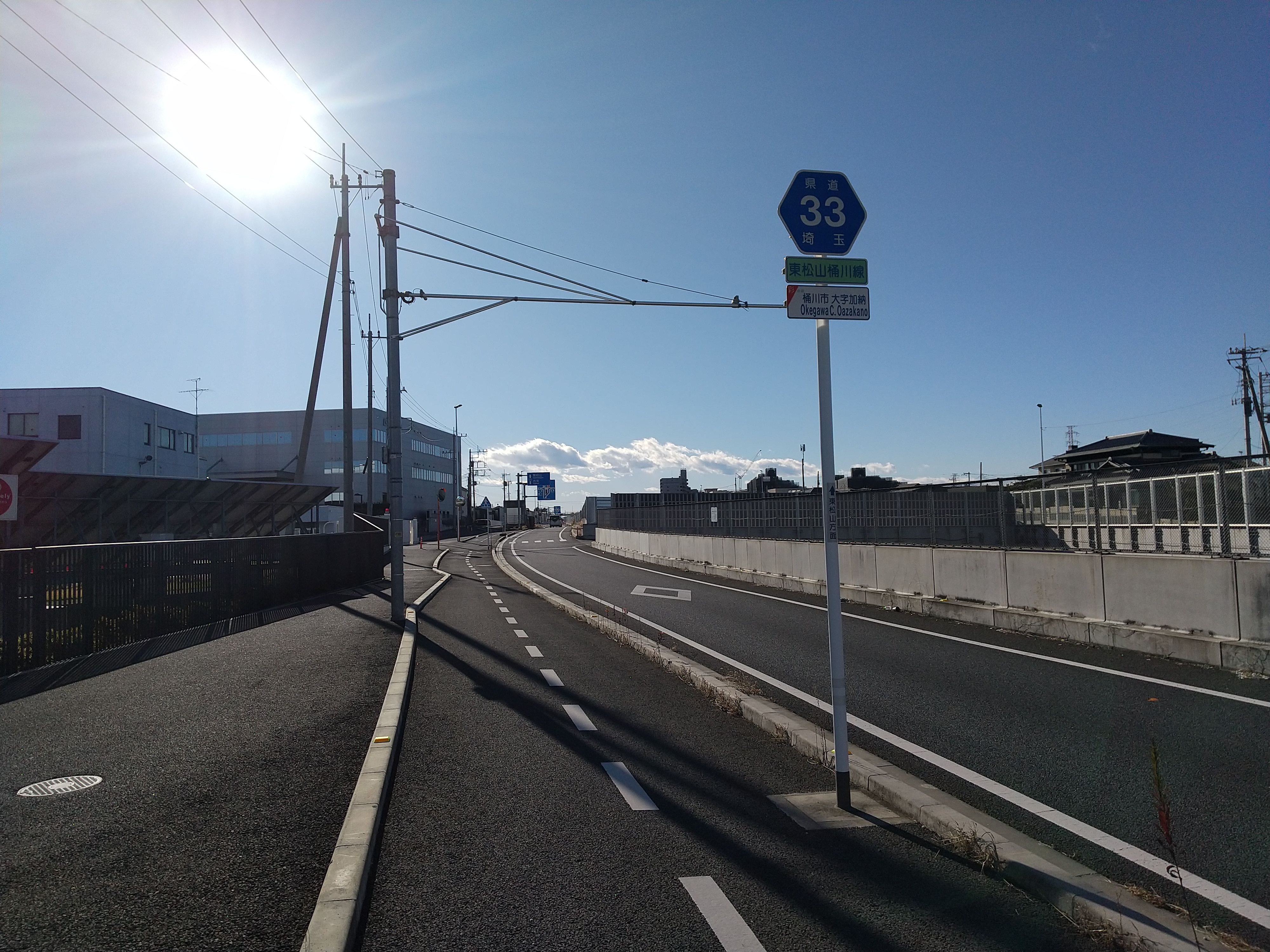
桶川市大加納付近